# Musteloidea
Os Mustelóides (Musteloidea) são uma superfamília da parvordem Mustelida.

## Taxonomia da SuperfamíliaMusteloidea
- Musteloidea basais
  - Bavarictis
  - Mustelictis
  - Pseudobassarictis
  - Broiliana
  - Stromeriella
  - Bathygale
  - PLesictis
- Família Mustelidae